# Silpikjaure
Silpikjaure (aktuell stavning Silbakjávrre) är en sjö i Arjeplogs kommun i Lappland och ingår i Piteälvens huvudavrinningsområde. Sjön har en area på 0,291 kvadratkilometer och ligger 458 meter över havet. Silpikjaure ligger i Tjeggelvas Natura 2000-område. Sjön avrinner genom ett kort utflöde till den stora sjön Tjeggelvas.

## Delavrinningsområde
Silpikjaure ingår i det delavrinningsområde (738668-158652) som SMHI kallar för Mynnar i Tjeggelvas. Medelhöjden är 461 meter över havet och ytan är 1,83 kvadratkilometer. Räknas de 6 avrinningsområdena uppströms in blir den ackumulerade arean 95,64 kvadratkilometer. Det vattendrag som avvattnar avrinningsområdet har biflödesordning 2, vilket innebär att vattnet flödar genom totalt 2 vattendrag innan det når havet efter 262 kilometer. Avrinningsområdet består mestadels av skog (84 procent). Avrinningsområdet har 0,29 kvadratkilometer vattenytor vilket ger det en sjöprocent på 15,8 procent.